# 傑基·簡森
傑克·尤金·簡森（英語：Jack Eugene Jensen，1927年3月29日—1982年7月14日），為美國職棒大聯盟的右外野手。生涯曾效力過洋基、參議員與紅襪等隊。簡森在1958年以35轟與122分打點拿下美聯MVP，而他也是目前唯一一位在玫瑰碗、世界大賽和大聯盟明星賽都有出場記錄的人。1962年，因為大聯盟球隊開始需要常常搭乘飛機來往東西兩地進行比賽，而不敢搭乘飛機的簡森因此宣布退休。

## 職業生涯

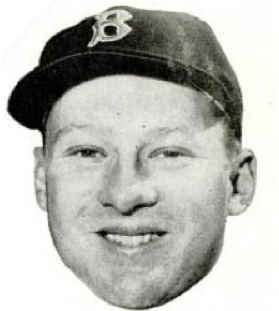
在紅襪隊時期的簡森

1950年，洋基外野手喬·迪馬喬已邁入生涯末期。洋基也積極尋找迪馬喬的接班人，最後他們買斷簡森的合約。不過簡森在洋基三年僅出賽108場比賽。他在1950年世界大賽第三場上場代跑，這也是他在世界大賽的唯一一次亮相。1951年，另一名超級新秀米奇·曼托橫空出世，接下了迪馬喬的位置，簡森也轉為右外野手，而他也沒能在1951年世界大賽亮相。
1952年5月，洋基將簡森交易到參議員。他在那年首度入選明星賽，整季打擊率2成86，並打回80分打點。1953年12月，他被交易到紅襪隊。1954年，他以22次盜壘成功拿下美聯盜壘王，並敲出25轟與117分打點。但他單季擊出32次雙殺打也刷新了美聯紀錄。1955年，他第二次入選明星賽，並以116分打點拿下打點王，在MVP票選上拿下第10名。
1956年，簡森繳出生涯新高的3成15打擊率。1958年，他打出了生涯年。整季打擊率為2成86，並敲出35轟與聯盟最多的122分打點。6月份他敲出14轟寫下紅襪隊史紀錄，並再度入選明星賽。最終他在MVP票選上技壓群雄拿下第一。1959年，他再度連莊打點王，並首度拿下金手套獎，最後在MVP票選上拿下第10名。
1960年1月，正值32歲巔峰之際的簡森閃電宣布退休。而退休原因是他害怕搭乘飛機到各地比賽。其實從1950年代起，紅襪隊便開始搭乘飛機到其他球場比賽。那時候簡森已開始產生心理陰影，到了1958年，東西兩岸開放比賽後，球隊搭飛機的次數更是增加不少。簡森甚至找上球隊老闆進行心理治療，但依舊無法突破自己的陰影。
1961年，簡森試圖回歸大聯盟。但經過催眠療法後還是不能抵抗自己的心魔，使得他再次選擇退休。
1960年，簡森曾參加美國節目《全壘打大賽》。他分別擊敗厄尼·班克斯和洛基·柯拉維托，不過兩次敗給米奇·曼托。

## 晚年
退休後，簡森轉任成為橄欖球的播報員。1970年，他曾短暫在小聯盟球隊執教。而他也和前美式足球選手Charles Erb合開一間餐廳。
1949年，他和1948年奧運潛水銀牌得主佐伊·安·奥尔森結婚。兩人育有3子，不過後來兩人於1968年離婚。簡森離婚一年後再婚，他的孫子塔克曾於2011年和2012年在藍鳥隊體系打球。
1982年，簡森因為心臟病發去世，享年55歲。

## 紀念
1957年，美國畫家諾曼·洛克威爾發表一幅名為《新秀》的畫作，畫中背景是在紅襪的休息室內，而簡森也在其中。
1983年，簡森入選灣區運動名人堂，隔年入選大學足球名人堂。2000年，他入選紅襪隊名人堂，他的傳記也在同年出版。

## 生涯打擊成績
| 出賽次數 | 打席 | 打數 | 得分 | 安打 | 二安 | 三安 | 全壘打 | 打點 | 盜壘 | 保送 | 三振 | 打擊率 | 上壘率 | 長打率 | OPS  |
| -------- | ---- | ---- | ---- | ---- | ---- | ---- | ------ | ---- | ---- | ---- | ---- | ------ | ------ | ------ | ---- |
| 1438     | 6080 | 5236 | 810  | 1463 | 259  | 45   | 199    | 929  | 143  | 750  | 546  | .279   | .369   | .460   | .829 |

## 外部連結
- 球員資訊和成績在MLB，ESPN，Baseball-Reference，Fangraphs（英文）